# الكنيسة البروتستانتية القارية

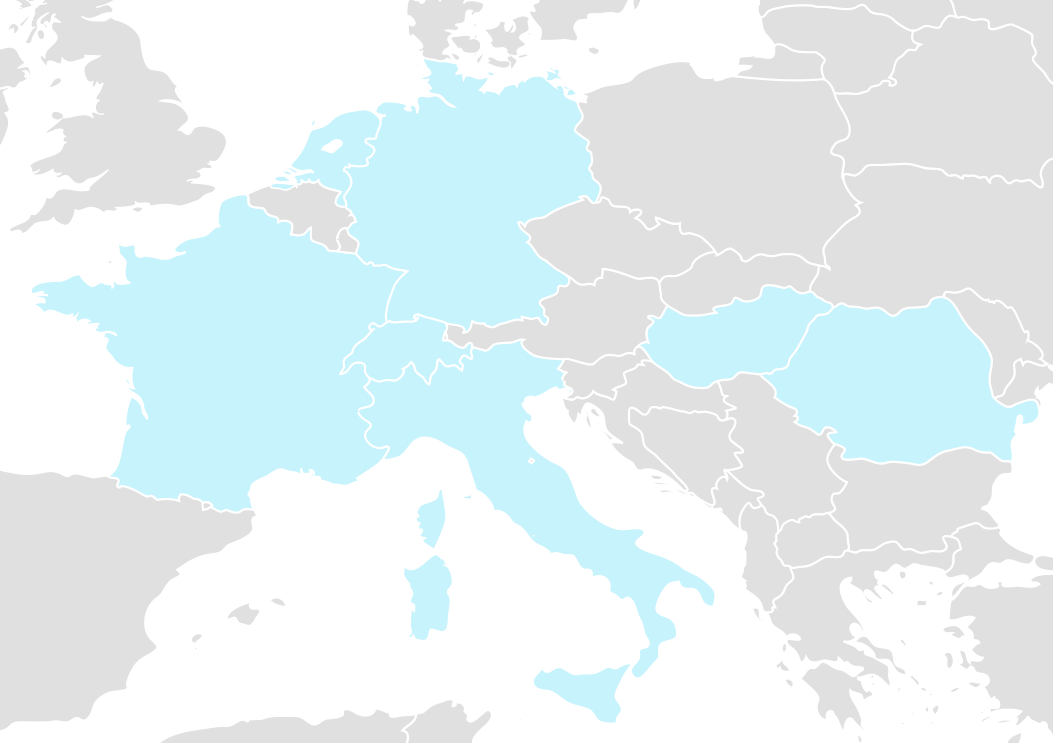
البلدان مع الكنيسة البروتستانتية القارية العظمى.

الكنيسة البروتستانتية القارية هي كنيسة إصلاحية لها أصلها في القارة الأوروبية. المجموعات الفرعية البارزة هي الإصلاح الهولندي، والإصلاح السويسري، والإصلاح الفرنسي (هوغونوتيون)، والإصلاح المجري، والكنيسة الولدينيسية في إيطاليا.

## روابط خارجية
- World Communion of Reformed Churches
- Reformed Ecumenical Council[وصلة مكسورة]
- Reformed Online - Comprehensive resource
- International Conference of Reformed Churches - 25 Reformed member churches from 14 countries
- Association Of Reformed Charismatic Churches